# アフロヘアー

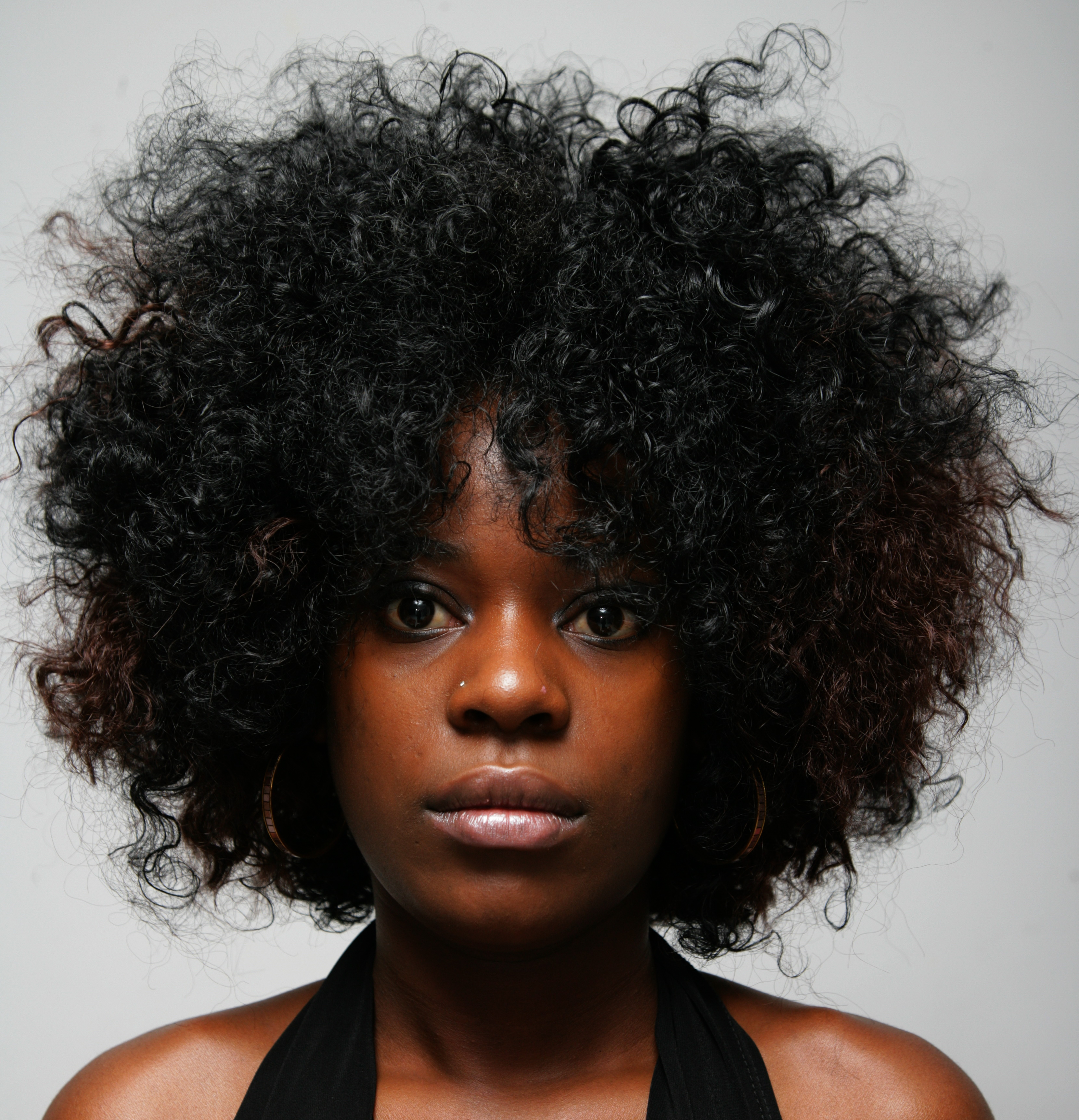
アフロの女性

アフロヘアー（英語: afro-hair）は、「アフリカ系の髪型」の意を持つパーマの一つである。髪を大きく膨らませ丸い形にする特徴がある。単にアフロ（Afro）とも。

## 歴史

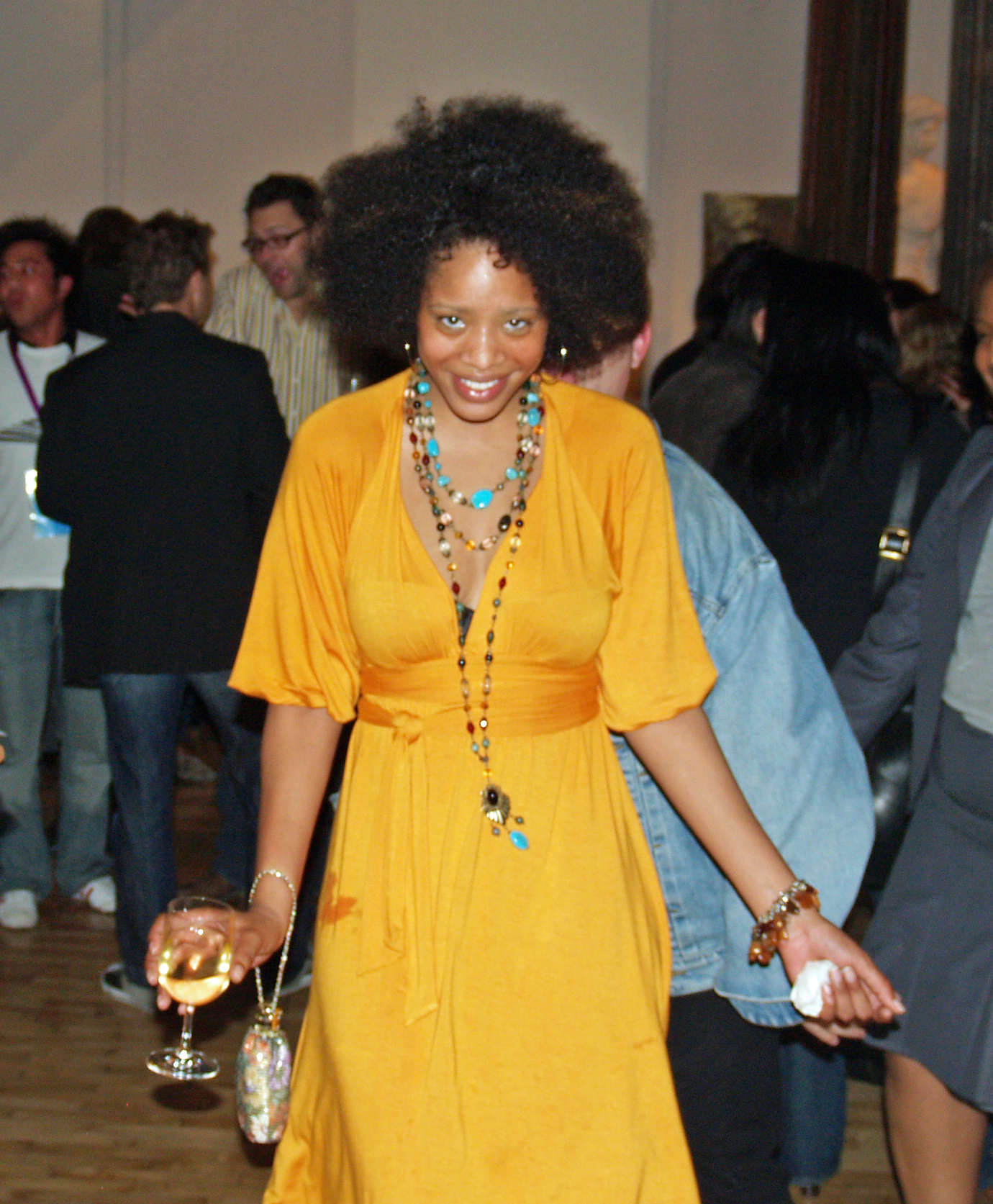
アフロヘア―のダンサー

20世紀に、アメリカ合衆国の黒色人種間で発生した。当時の技法はポマードを頭髪全体によく塗り、それにヘアーアイロンを押し当てるという技法であり、特に当時の主流であった短髪やプロセス・ヘアに比して、よく目立ったとされている。アフロヘアは、一時廃れたこともあったが、その後の公民権の獲得運動の中で、マルコム・Xやブラックパンサー党に代表される「ブラック・イズ・ビューティフル」との主張が拡大したことで再び注目された。黒人に多い縮毛を際立たせるヘアスタイルが見直され、その流行の中で数々のアーティストがアフロヘアーで登場したこともあって人気を博した。なお、手入れをせずそのまま放置すると、ドレッドロックス状になる。
しかし、一部の批評家は、アフロヘアが特にアフリカ的というわけではないと分析している。
かつて強制労働を強いられていた奴隷として、アメリカ、ブラジルその他の外国へ送られた黒人たちが、自らのルーツであるアフリカを意識的に主張するために好む傾向もある。

## 世界の著名人
- ビリー・プレストン：アメリカ合衆国のミュージシャン
- ジミ・ヘンドリクス：アメリカのミュージシャン
- スライ・ストーン：アメリカのミュージシャン
- ベティ・デイヴィス[2]：アメリカのミュージシャン
- ベイビー・ヒューイ[3]：アメリカのミュージシャン
- ローリン・ヒル：アメリカのミュージシャン
- リュダクリス：アメリカのミュージシャン
- エリカ・バドゥ：アメリカのミュージシャン
- モーリス・ホワイト（アース・ウインド&ファイヤー）：アメリカのミュージシャン
- リュダクリス：アメリカのミュージシャン
- スープリームス：アメリカのミュージシャン
- ジャクソン5：アメリカのミュージシャン
- ミリアム・マケバ：アフリカのミュージシャン
- ボビー・ハンフリー（女性）[4]：アメリカのドラマー
- パム・グリア：アメリカの女優
- フィル・ライノット：アイルランドのミュージシャン
- ボブ・ロス：アメリカの画家
- カルロス・バルデラマ：コロンビアのサッカー選手
- マルアン・フェライニ：ベルギーのサッカー選手
- アクセル・ヴィツェル：ベルギーのサッカー選手

## 日本の著名人（50音順）
- 荒川恵理子：女子サッカー選手

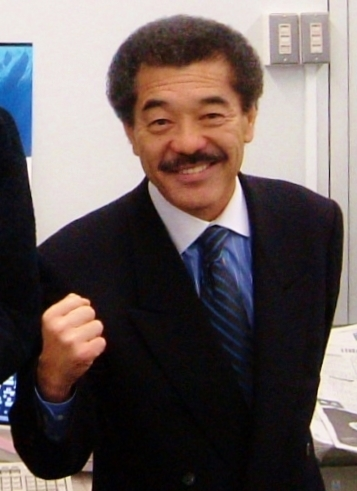
具志堅用高

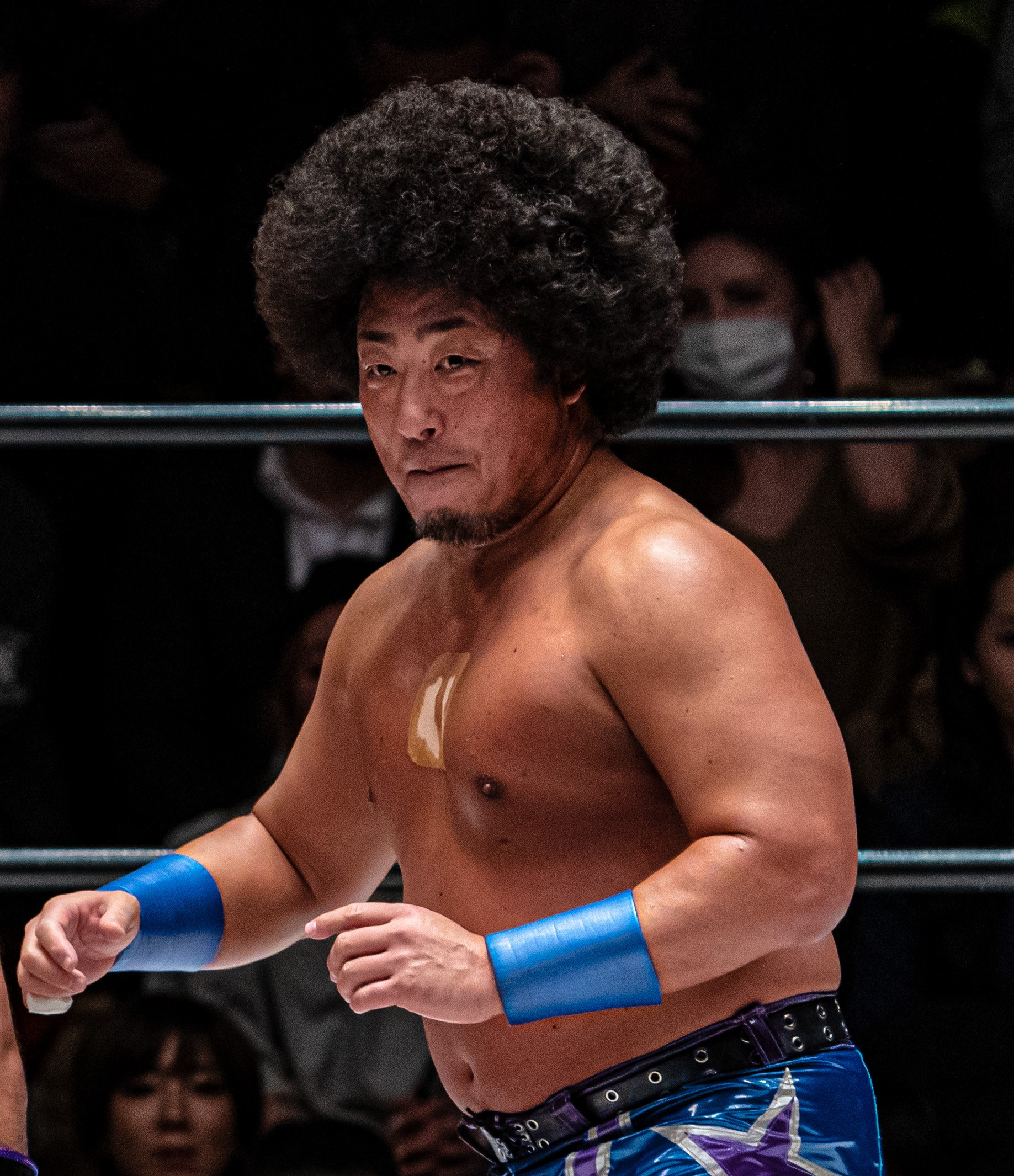
モハメド・ヨネ

- 池田貴史（SUPER BUTTER DOGほか）：ミュージシャン
- 石立鉄男：俳優
- 稲垣えみ子:ジャーナリスト
- 植松哲平：ラジオDJ
- オカモト"MOBY"タクヤ（Scoobie Do）：ミュージシャン
- 具志堅用高：プロボクサー
- グッチ裕三：ミュージシャン、タレント
- 久保田利伸：ミュージシャン
- 小島よしお：タレント 2005年まではアフロであった。[5]
- 佐藤蛾次郎：俳優
- 子門真人：ミュージシャン（引退）
- 篠山紀信：写真家
- 笑福亭鶴瓶：落語家
- 松鶴家千とせ：コメディアン
- 副島淳：タレント
- ただのささき（メイドインサンキュー!!）：ミュージシャン
- ダンス☆マン：ミュージシャン
- 鶴 (バンド)：ミュージシャン
- 常田真太郎（スキマスイッチ）：ミュージシャン
- 利根健太朗：声優
- パパイヤ鈴木：ダンサー
- 藤田憲右（トータルテンボス）：お笑い芸人
- ブラザートム：ミュージシャン
- モハメド・ヨネ：プロレスラー
- ワタナベシンイチ：アニメーション監督
- 片岡功二：スポーツ選手、トレーナー

## アフロヘアーのキャラクターが主人公の作品
- アフロ犬
- アフロサムライ
- ボボボーボ・ボーボボ
- アフロ田中シリーズ
- 伝説巨神イデオン
- 銀河烈風バクシンガー
- 神撃のバハムートGENESIS